# Distretto di Bajandun
Il distretto di Bajandun è uno dei quattordici distretti (sum) in cui è suddivisa la provincia del Dornod, in Mongolia. Conta una popolazione di 2.936 abitanti (censimento 2009). 